# Egelsee (Bubikon)

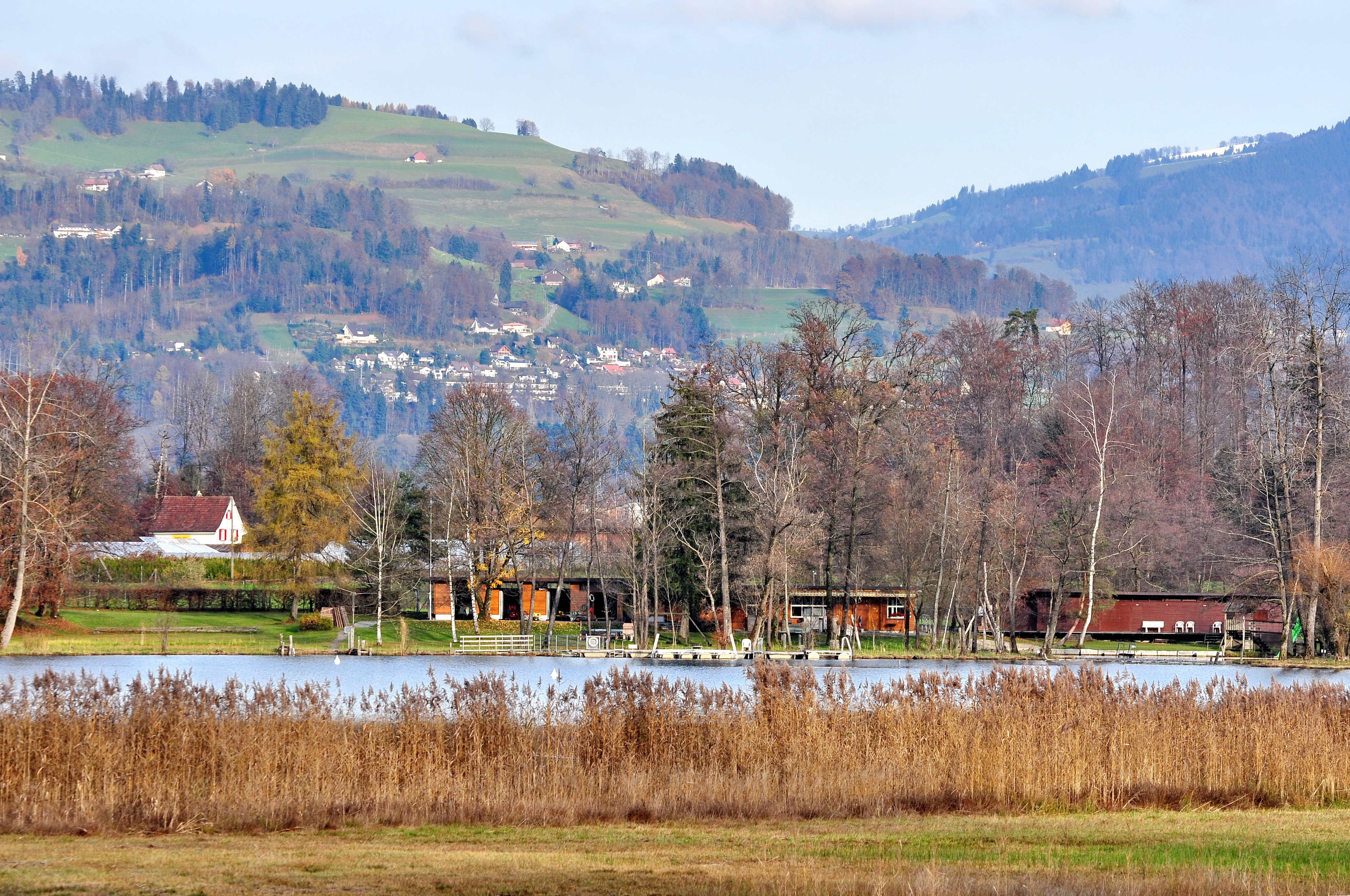
Das Strandbad

Der Egelsee ist ein von Naturschutzflächen umgebener, geschützter Moorsee und liegt auf dem Gemeindegebiet von Bubikon im Zürcher Oberland.
Sein Abfluss erfolgt über die «Schwarz» und Jona in den Zürichsee.

## Entstehung
Während der Würmeiszeit vor ca. 12'000 Jahren prägte der Rhein/Linth-Gletscher die Landschaft im Zürcher Oberland. Ein Seitenarm kroch vom Zürichsee hinauf ins obere Glatttal. Bei seinem Zurückschmelzen hinterliess er viele muldenförmige Wannen mit zahlreichen Kleinseen, sogenannten Toteisseen. Viele dieser Seen verlandeten, nur wenige blieben übrig, einer davon ist der Egelsee. Seine Oberfläche mass ursprünglich 650'000 m² und seine Grösse ist heute auf gerade noch 35'000 m² geschrumpft.

## Schutzgebiete
Im Jahre 1991 wurde der See und das umliegende Moor mit der Inventarnummer 110 in die Liste der Hoch- und Übergangsmoore von nationaler Bedeutung und 1994 als Nummer 80 in die Liste der Flachmoore von nationaler Bedeutung aufgenommen.

## Strandbad
Am östlichen Ufer liegt ein Strandbad. Saison ist von Anfang Mai bis Ende September. Die Badeanstalt ist mit dem öffentlichen Verkehr oder mit dem Auto erreichbar. Das Strandbad verfügt über einen Kiosk und ein Restaurant. Zusätzlich können Grillplätze benutzt werden. Auf dem Gelände befinden sich ein Beachvolleyball-Feld, ein Tischtennis-Tisch und Fitnessgeräte.

## Landschaftspfad
Seit dem Jahr 2001 beginnt bei der Badi Egelsee ein Landschaftspfad, welcher weitläufig rund um das angrenzende Naturschutzgebiet führt. Der Rundgang ist ca. 2 Kilometer lang und dauert etwa eine Stunde. Auf acht Thementafeln werden Tiere und Pflanzen beschrieben, die Wechselwirkungen zwischen Landwirtschaft und Naturschutz aufgezeigt und neben der früheren Nutzung die Entstehung dieses Moorgebietes geschildert.